# Jack Gilford
Jack Gilford, nato Jacob Aaron Gellman (New York, 25 luglio 1907 – New York, 4 giugno 1990), è stato un attore e comico statunitense, attivo in teatro, al cinema e in televisione.

## Biografia
Iniziò la sua carriera negli anni trenta come comico. Nel corso degli anni cinquanta fu vittima della Commissione per le attività antiamericane insieme alla moglie, l'attrice Madeline Lee, il che ne compromise l'attività artistica fino alla fine degli anni sessanta. Successivamente divenne popolare come attore caratterista e comico in diversi film e serie TV. In particolare, è conosciuto per essere stato il "ragazzo di gomma" in una serie di spot andati in onda per circa dodici anni tra gli anni sessanta e gli anni settanta. 
Ottenne la candidatura ai Tony Award due volte e recitò in diversi musical teatrali, tra cui Cabaret. Inoltre ottenne la candidatura ai Premi Oscar 1974 come miglior attore non protagonista per la sua interpretazione in Salvate la tigre.

## Filmografia parziale

### Attore

#### Cinema
- Una donna senza volto (Mister Buddwing), regia di Delbert Mann (1966)
- Dolci vizi al foro (A Funny Thing Happened on the Way to the Forum), regia di Richard Lester (1966)
- 8 falsari, una ragazza e... un cane onesto (Who's Minding the Mint?), regia di Howard Morris (1967)
- New York: ore tre - L'ora dei vigliacchi (The Incident), regia di Larry Peerce (1967)
- Comma 22 (Catch-22), regia di Mike Nichols (1970)
- Salvate la tigre (Save the Tiger), regia di John G. Avildsen (1973)
- Balordi e Co. - Società per losche azioni capitale interamente rubato $1.000.000 (Harry and Walter Go to New York), regia di Mark Rydell (1976)
- Io, modestamente, Mosè (Wholly Moses!), regia di Gary Weis (1980)
- Agenzia divorzi (Cheaper to Keep Her), regia di Ken Annakin (1981)
- Il cavernicolo (Caveman), regia di Carl Gottlieb (1981)
- Cocoon - L'energia dell'universo (Cocoon), regia di Ron Howard (1985)
- Arturo 2: On the Rocks (Arthur 2: On the Rocks), regia di Bud Yorkin (1988)
- Cocoon - Il ritorno (Cocoon: The Return), regia di Daniel Petrie (1988)

#### Televisione
- Mr. Broadway – serie TV, episodio 1x03 (1964)

### Doppiatore
- Tubby the Tuba, regia di Alexander Schure (1975)

## Doppiatori italiani
- Arturo Dominici in Cocoon - L'energia dell'universo, Cocoon - Il ritorno
- Oreste Lionello in Dolci vizi al foro
- Gino Baghetti in New York: ore tre - L'ora dei vigliacchi
- Sergio Fiorentini in Salvate la tigre
- Roberto Bertea in Balordi & Co. - Società per losche azioni capitale interamente rubato $ 1.000.000

## Riconoscimenti
Premi Oscar 1974 – Candidatura all'Oscar al miglior attore non protagonista per Salvate la tigre